# Eliecer Mejías Concha
Eliecer Mejías Concha (Talca, 16 de junio de 1895-Santiago, 28 de septiembre de 1961) fue un abogado y político radical chileno. Hijo de Salustino Mejías y Rosenda Concha. Contrajo matrimonio con Inés Rougier (1927).

## Actividades profesionales
Educado en el Liceo de Hombres de Talca (actual Liceo Abate Molina) y en la Universidad de Chile, para finalizar sus estudios de Derecho en el Curso Fiscal de Leyes de Concepción (actual Facultad de Derecho de la Universidad de Concepción), jurando como abogado en 1921, con una tesis titulada Observaciones sobre el recurso de casación en el fondo en materia civil.
Ejerció su profesión en la capital, primero como fiscal y miembro del Consejo de la Caja de la Habitación. Fue director de la Sociedad Productora de Maderas de Nahuelbuta y del Hipódromo Chile. Fue Juez de Policía Local y vicepresidente ejecutivo del Instituto de Economía Agrícola.
Se dedicó también a la docencia, siendo profesor del Liceo de Talca y de la Universidad de Concepción.

## Actividades políticas
Militante del Partido Radical, llegando a ser secretario general (1940). Representante a la Convención de Izquierda en 1937.
Elegido Diputado por la 15.ª agrupación departamental, correspondiente a las comunas de San Carlos, Bulnes y Yungay (1930-1934), participando de la comisión permanente de Gobierno Interior. Sin embargo, el movimiento revolucionario del 4 de julio de 1932 suspendió el Congreso Nacional.
Nuevamente elegido Diputado, por la 12.ª agrupación departamental de Talca, Curepto y Lontué (1941-1945), participando en esta ocasión de la comisión permanente de defensa nacional.
El presidente Juan Antonio Ríos Morales le nombró como Ministro del Interior (1945).
Reelegido Diputado, por la 17.ª agrupación departamental de Tomé, Concepción, Talcahuano, Yumbel y Coronel (1949-1953), formando parte de la comisión permanente de Educación.